# ISO 3166-2:CL
ISO 3166-2:CL és el subconjunt per a Xile de l'estàndard ISO 3166-2, publicat per l'Organització Internacional per Estandardització (ISO) que defineix els codis de les principals subdivisions administratives.
Actualment per a Xile l'estàndard ISO 3166-2 està format per 15 regions.
Cada codi es compon de dues parts, separades per un guió. La primera part és CL, el codi ISO 3166-1 alfa-2 per a Xile. La segona part són dues lletres.

## Codis actuals
Els noms de les subdivisions estan llistades segons l'ISO 3166-2 publicat per la "ISO 3166 Maintenance Agency" (ISO 3166/MA).
| Codi  | Nom de la subdivisió (es)             |
| ----- | ------------------------------------- |
| CL-AI | Aysén                                 |
| CL-AN | Antofagasta                           |
| CL-AR | Araucanía                             |
| CL-AP | Arica y Parinacota                    |
| CL-AT | Atacama                               |
| CL-BI | Biobío                                |
| CL-CO | Coquimbo                              |
| CL-LI | Libertador General Bernardo O'Higgins |
| CL-LL | Los Lagos                             |
| CL-LR | Los Ríos                              |
| CL-MA | Magallanes                            |
| CL-ML | Maule                                 |
| CL-RM | Región Metropolitana de Santiago      |
| CL-TA | Tarapacá                              |
| CL-VS | Valparaíso                            |